# اکران (کلرادو)
اکران (به انگلیسی: Akron) شهری در ایالت کلرادو کشور ایالات متحده آمریکا است که جمعیت آن در سرشماری سال ۲۰۱۰ میلادی، ۱٬۷۰۲ نفر بوده‌است.